# Ancylolomia castaneata
Ancylolomia castaneata là một loài bướm đêm trong họ Crambidae.